# Filmmaster Group
Filmmaster nasce nel 1976 a Roma come casa di produzione di spot pubblicitari per iniziativa di Stefano Coffa, Sergio Castellani e Giorgio Marino.
Dal 1990 opera anche nell'organizzazione di eventi, live entertainment e show, con sedi operative a Milano, Roma, Londra, Dubai, Abu Dhabi, Doha, Dammam, Riyadh e Rio de Janeiro.
In particolare, nel settore degli eventi acquisisce visibilità internazionale in occasione degli eventi legati ai Giochi Olimpici: per Torino 2006 produce le Cerimonie Olimpiche, e per Rio 2016 gli eventi per le Cerimonie Olimpiche e Paralimpiche e per il viaggio della Torcia olimpica.
Nel 2010, Filmmaster firma una partnership strategica con Cinecittà Entertainment.
Nel 2014 nasce Italian Entertainment Network, holding di intrattenimento che riunisce sotto di sé Filmmaster, Civita Cultura e Cine District Entertainment.
Il gruppo Filmmaster comprende tre reparti operativi: Filmmaster Productions, Filmmaster Events e Filmmaster MEA.

## Filmmaster Productions
Società specializzata nella comunicazione audiovisiva e nella produzione di spot pubblicitari.
Dal 1976, ha realizzato oltre 3.500 spot, vincendo in totale 27 Leoni all'International Advertising Festival di Cannes, dei quali 8 d'oro.
Ha lavorato con importanti registi italiani e internazionali come Federico Fellini, Spike Lee, Michael Haussman, Samuel Bayer, Ferzan Özpetek, Sergio Castellitto, David Lynch, Chris Cunningham, Tony Kaye, Grant Heslov e Paolo Sorrentino. Molte anche le collaborazioni con registi italiani emergenti che si sono affermati nel panorama cinematografico, tra cui Daniele Luchetti, Alessandro D'Alatri, Renzo Martinelli, Dario Piana, Riccardo Milani, Ago Panini, Luca Lucini, Federico Brugia, Marco Gentile e Antony Hoffman.
A metà degli ’80 comincia la propria collaborazione con Barilla per il quale produce la campagna “Quando C’è Barilla c’è casa”.
Gli anni ‘90 si aprono con la produzione degli spot per il lancio di Telecom Italia. Successivamente collabora con il regista Federico Fellini per Banca di Roma, con la campagna il sogno, composta da tre episodi: sogno del leone in cantina, sogno della galleria, sogno del “déjeuner sur l’herbe”.
Nel 2012, Filmmaster Production crea Filmmini.
Nel 2014 Filmmaster Production ha prodotto lo spot per il lancio di 500X Blue Pill per l'agenzia americana The Richards Group, diffuso negli intervalli dell'evento sportivo più atteso d'America, il super bowl, per la prima volta è stato trasmesso un film di produzione italiana.

## Filmmaster Events
Società specializzata nella creazione e produzione di eventi, show e cerimonie di livello internazionale, con oltre 35 anni di esperienza e sedi operative a Milano, Dubai, Londra e Rio de Janeiro.
Ha vinto sette volte il titolo di Best Event Agency, di cui l'ultima nel 2017, e 110 premi nazionali e internazionali compreso 2 Emmy Award per le cerimonie di Torino 2006.
È stata affidata a Filmmaster Events la produzione delle Cerimonie Olimpiche e Paralimpiche di Rio 2016 e del viaggio della Torcia Olimpica e Paralimpica.
Unica società al mondo ad aver organizzato eventi olimpici estivi e invernali.
Sempre nell'ambito olimpico, Filmmaster Events ha firmato il Flag Handover di Salt Lake City 2002, le Cerimonie di Torino 2006, il Flag Handover di Londra 2012 e il Concept delle Cerimonie Paralimpiche di Sochi 2014. Ha poi prodotto le cerimonie di Expo Milano 2015, le cerimonie per le finali della Champions League (2015/2017) e le cerimonie dei Campionati Europei di Calcio 2012 e 2016, e ha curato la Cerimonia di Apertura dell'edizione 2021. In più produrrà la Cerimonia di chiusura dei Giochi olimpici e la Cerimonia di apertura dei Giochi paralimpici invernali di Milano-Cortina 2026.
A livello corporate ha prodotto il lancio mondiale della Fiat 500, della Volkswagen Golf, di Ford Transit. Nel 2016 ha annunciato di aver superato i 500 eventi.
Dal 1996 la Direzione Creativa è stata affidata a Alfredo Accatino.

## Filmmaster MEA
Branch di Filmmaster che dal 2007 è operativo nel Middle East&Africa, con uffici a Dubai, Abu Dhabi, Riyadh, Dammam e Doha. Si occupa della produzione di eventi, della realizzazione di contenuti e di format originali, e della produzione di spot pubblicitari. Filmmaster MEA ha firmato tre edizioni della Dubai World Cup e le cerimonie della World Endurance Cup a Dubai.

## Filmmini
Nel maggio del 2012 la Filmmini subentra alla FilmMaster Clip come unità della Filmmaster Productions. Fin dagli Anni Novanta, fra le società di produzione musicali più importanti in Italia, nei primi otto tra il 1992 e il 2000, ha prodotto circa 60 video.
La società ha invitato a collaborare anche registi stranieri: Spike Lee per Cose della vita (1993), Wayne Isham per Non siamo soli e Alexand Liane per Il tempo tra di noi (2007) del cantante Eros Ramazzotti; Roman Polański nel 1996 dirige Gli angeli di Vasco Rossi insieme a Stefano Salvati. Ha prodotto il concerto Buon Sangue Live (2005) di Jovanotti e i video di numerosi artisti come Piero Pelù, Coolio, Gwen Stefani, Planet Funk, Alex Britti, Gianluca Grignani, Soho & Morgan per Fragole Infinite  diretti da Tak Kuroha, Violante Placido, Irene Grandi, Subsonica & Delta V, Andrea Bocelli, Le Vibrazioni, Francesco Renga, Luca Carboni, Negramaro, Linea 77, Ghali, ecc.

Nel 2006 oltre 70 video sono stati destinati alla conservazione e alla consultazione presso l'Arca dei Videoclip di Mestre.